# اسپرینگ هیل، شهرستان اسکامبیا، آلاباما
اسپرینگ هیل (به انگلیسی: Spring Hill) یک منطقهٔ مسکونی در ایالات متحده آمریکا است که در شهرستان اسکامبیا، آلاباما واقع شده‌است. اسپرینگ هیل ۶۰٫۰۵ متر بالاتر از سطح دریا واقع شده‌است.